# Maïmouna Guerresi
Maïmouna Guerresi, nata Patrizia Guerresi (Pove del Grappa, 8 luglio 1951), è una fotografa e scultrice italiana.

## Biografia
Maïmouna Guerresi è un'artista multimediale Italo-Senegalese, che lavora con fotografia, scultura, video e installazioni. Nel suo percorso artistico ha sviluppato una visione affascinante e introspettiva sulle molteplici prospettive della sua vita all'interno di due culture: europea e africana. Ha letteralmente collegato questi mondi attraverso il suo impegno per la spiritualità sufi. Usando un linguaggio visivo ibrido, Maïmouna Guerresi comunica la bellezza della diversità culturale, mentre contempla le molte questioni relative alla vita contemporanea di una società multietnica. L'arte e la letteratura islamica forniscono una fonte inesauribile di ispirazione per il suo lavoro, con le loro rivelazioni mistiche, metafore, intuizioni, versetti sacri e poteri taumaturgici. Le opere d'arte firmate da Maïmouna riaffermano un'energia femminile universalmente riconoscibile che si traduce in evoluzione spirituale, mentre allo stesso tempo decontestualizza e decolonizza le varie idee stereotipate delle donne nel mondo islamico.